# المضيفة (مسلسل قصير)
المضيفة (بالإنجليزية: The Flight Attendant )‏ هو مسلسل قصير من بطولة كالي كوكو،ميشيل قوميز،مكيل هاوسمان،كولين ووديل،روزي بيريز ونولان جيرارد فونك.
من المقرر عرض المسلسل على إتش بى أو ماكس في 26 نوفمبر 2020.